# Agonocryptus admirandus
Agonocryptus admirandus là một loài tò vò trong họ Ichneumonidae.